# Elisabeta de Courtenay
Elisabeta de Courtenay (n. cca. 1199 – d. 1269 sau mai târziu) a fost fiica împăraților de Constantinopol Petru al II-lea de Courtenay și Yolanda de Flandra.
Cronica lui Albericus Trium Fontanum precizează că Elisabeta de Courtenay a fost căsătorită cu Gauthier, conte de Bar-sur-Seine, iar după moartea acestuia (1219) cu Eudes I senior de Montaigu.
Elisabeta și Eudes au avut următorii copii:
- Alexandru de Montagu (n. 1221–d. 1249)
- Guillaume I, senior de Montaigu, (n. 1222–d. 1300)
- Filip de Montagu, senior de Chagny (n. 1227), căsătorit cu Flore d'Antigny.
- Gaucher de Montagu, senior de Jambles (n. 1230)
- Eudes de Montagu (n. 1231)
- Două fiice necunoscute, decedate de timpuriu
- Margareta, doamnă de Villeneuve (n. 1232).